# АЕС Лунмень
Атомна електростанція Лунмень (кит. трад.: 龍門核能發電廠; піньїнь: Lóngmén Hénéng Fādiànchǎng), раніше відома як Гунляо і широко відома як Четверта атомна електростанція (кит. трад.: 核四; піньїнь: Hésì; літ.: 'Nuke 4') — недобудована атомна електростанція в місті Новий Тайбей, Тайвань. Вона складається з двох реакторів ABWR потужністю 1300 МВт кожен. Вона належить Тайванській енергетичній компанії (Taipower).
Вона мала стати першою із передових реакторів третього покоління, побудованих за межами Японії. Попередні чотири реактори в Японії були завершені за чотири-п'ять років. Однак Taipower не присудила контракт жодній архітекторській/інженерній фірмі; замість цього вони розподіляють закупівлі між кількома постачальниками, ускладнюючи управління проектом і збільшуючи витрати. У 2000 році проект було скасовано через політичну опозицію, коли він був завершений приблизно на 10–30%, але відновлено в лютому 2001 року.
У 2014 році було запропоновано провести національний референдум, щоб вирішити, чи варто продовжувати будівництво станції, але референдум був відхилений через суперечливі та заплутані формулювання. Taipower подала план законсервації блоку 1, який на той час був завершений, і заморожування будівництва блоку 2, починаючи з 2015 року. У 2018 році Taipower почала видаляти невикористане паливо з блоку 1 і повернула паливо до Сполучених Штатів. У грудні 2021 року на референдумі пропозицію про продовження будівництва енергоблоку №2 було відхилено з невеликою перевагою. З огляду на те, що Цай Інг Вень з правлячої ДПП виступає проти ядерної енергетики та бажає завершити поетапну відмову від ядерної енергетики до 2025 року (через рік після президентських виборів у Тайвані у 2024 році), малоймовірно, що будівництво коли-небудь розпочнеться, навіть незважаючи на те, що завершення будівництва атомної електростанції після десятиліть відсутності будівельних робіт на старому будівельному проекті є технологічно можливим у принципі та не без прецеденту.